# Сага (комикс)
Сага (англ. Saga) — эпический комикс в жанре космической оперы/научной фантастики. Автор Брайан Келлер Вон, иллюстратор — Фиона Стейплс. Комикс публиковался американской компанией Image Comics. Автор при написании сюжета вдохновлялся вселенной «Звёздных Войн», а идея самого создания космооперной саги пришла ему ещё в детстве. Сюжет повествует о молодой паре — Алане и Марко, которые принадлежат к представителям двух враждующих между собой рас. Их дочь — Хейзел, стала важной целью обоих правительств, Ландфoлла и Венца. Алана и Марко вынуждены скрываться ото всех и мечтают отправиться в далёкий уголок галактики, где им не нужно будет прятать себя и свою дочь.
Комикс позиционировал себя, как совмещение сюжета «Звёздных войнах» с «Игрой Престолов». Ряд обозревателей сравнили историю «Саги» с комбинацией научно-фантастических и фэнтезийных произведений, таких, как «Звёздные Войны», «Властелин колец» и даже таких классических произведений, как «Ромео и Джульетта», «Гамлет» и даже «Новый Завет». Это первая работа Вoна, публикуемая издательством Image Comics и где он прибегает к повествованию в своих комиксах.
Первая глава комикса «Сага» была опубликована 14 марта 2012 года, она была быстро распродана и сопровождалась положительными отзывами. В октябре 2012 года вышел первый сборник в мягкой обложке, который быстро стал бестселлером, превзойдя по продажам даже такой культовый комикс, как «Ходячие мертвецы».
История получила широкое признание критиков, «Сага» стала одним из самых известных публикуемых комиксов в США. Она также получила ряд престижных премий и наград, включая 12 премий Айснера и 17 премий Харви. Первое издание комикса получило премию Хьюго, как лучшая графическая история. Историю похвалили за оригинальность на фоне остальной современной научной фантастики, которая в основном повторяет формы и сюжеты классических картин из XX века, также обозреватели оценили яркий визуальный стиль персонажей, их этническое, сексуальное разнообразие и изображение войны..
Характерной особенностью комикса является наличие в нём шокирующего и сексуального контента, изображение отрубленных частей тела, сцен секса, процесса родов и изображение половых органов в крупном плане. Обложка первой главы со сценой грудного вскармливания стала причиной споров. Позже, сцена гей-секса стала причиной временного запрета продаж комикса в iTunes, которое переросло в скандал с обвинениями ретейлера в гомофобии.

## Идея и создание
Автор истории — Брайан Келлер Вон, задумал «Сагу» ещё будучи ребёнком, называя историю «вымышленной вселенной, которую он выдумал, скучая во время уроков по математике». Вон вдохновлялся такими картинами, как «Звёздные войны», Флэш Гордон и детскими книгами, также он восхищался таким персонажем, как Серебряный Сёрфер, в котором молодой Вон увидел «невероятную и другую» ипостась себя. Намного позже, когда жена Вона забеременела от него второй дочерью, автору пришла идея связать свою историю с любовниками  — Аланой и Марко, которые принадлежат к двум непримиримо враждующим расам, пытаются скрываться и выживать со своей новорожденной дочерью Хейзел, которая одновременно выступает рассказчиком истории. Этот момент должен был стать центральной точкой сюжета будущей истории. Вон заметил, что «хотел рассказать о родительстве, но со спрятанным «троянским конём» в рамках интересной жанровой истории, чтобы исследовать связь художественного творчества и чуда сотворения ребёнка». Вон был намерен заняться написанием новой истории после завершения своей предыдущей истории Ex Machinа в 2010 году, но также заметил, что первого тома «Саги» совпала с рождением его дочери. Он видел в этом параллели с предостережениями его коллег от выпуска нового комикса из-за нестабильной экономической ситуации в конце 2000-х годов с теми, кто предостерегает от рождения нового ребёнка, заметив следующее:

Я осознал, что создавая комиксы и заводить ребёнка это в своём роде одна и та же вещь и если я объединю их, то это будет не так скучно, особенно если я помещу это во вселенную научной фантастики, а не создам просто шутки при пелёнки... Я не хотел рассказывать о «Звёздных Войнах» со всеми этими благородными героями, сражающимися с империей. Это люди, играющие второстепенную роль в истории, которые хотят сбежать из этой непрекращающейся межгалактической войны... Я принадлежу к поколению людей, которые только и делают, что жалуются на приквелы и как они подвели нас. А если каждый из нас, кто ноет по поводу того, как приквелы [Звёздных Войн] не соответствуют нашим ожиданиям, просто начали бы работать над собственной историей о научной фантастики, это было бы гораздо лучшим способом тратить своё время. 
Оригинальный текст (англ.)I realized that making comics and making babies were kind of the same thing and if I could combine the two, it would be less boring if I set it in a crazy sci-fi fantasy universe and not just have anecdotes about diaper bags ... I didn’t want to tell a Star Wars adventure with these noble heroes fighting an empire. These are people on the outskirts of the story who want out of this never-ending galactic war ... I’m part of the generation that all we do is complain about the prequels and how they let us down ... And if every one of us who complained about how the prequels didn’t live up to our expectations just would make our own sci-fi fantasy, then it would be a much better use of our time.
— Брайан Вон в интервью Hollywood Reporter

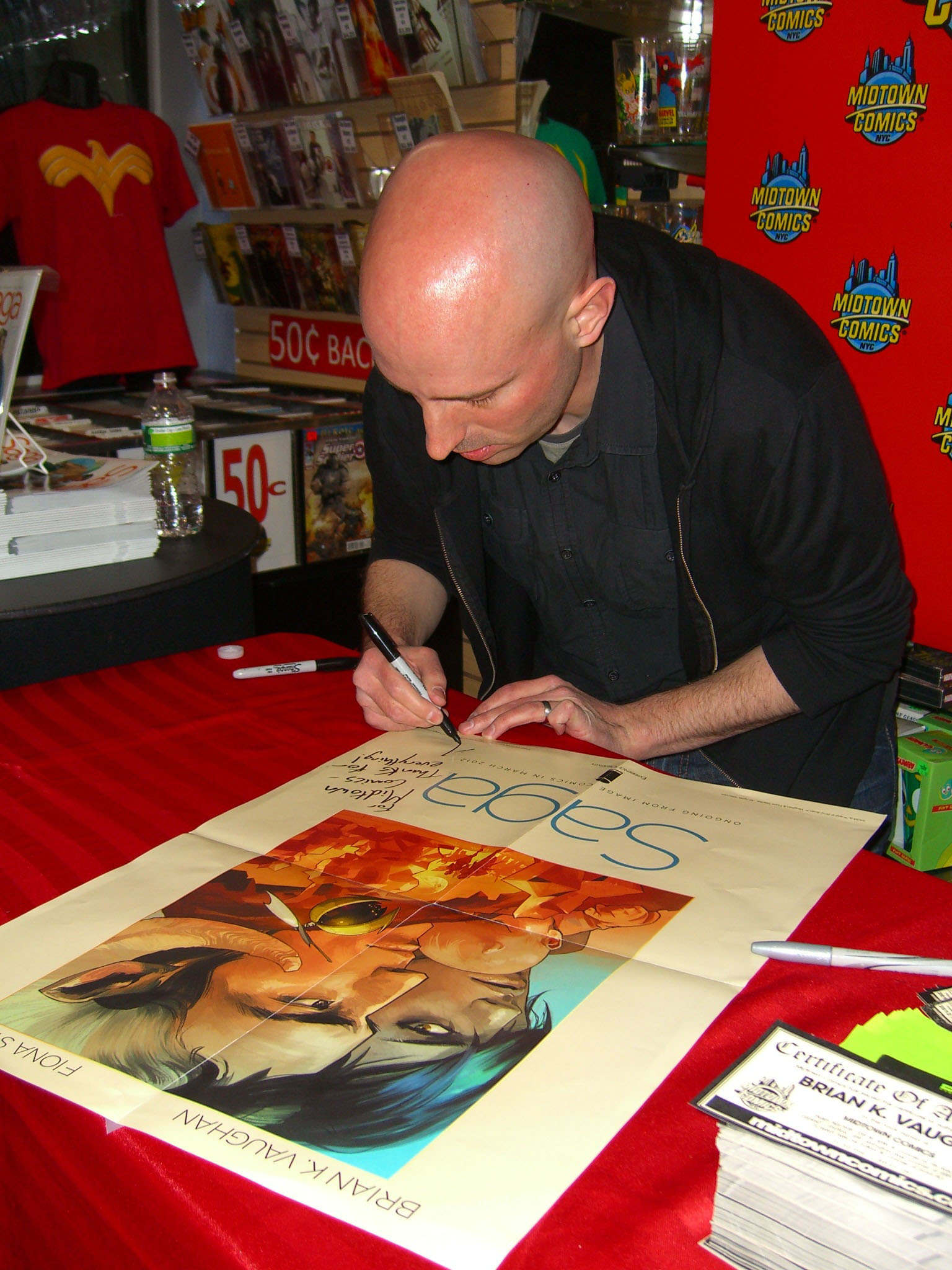
Автор сценария Брайан Келлер Вон подписывает постер с изображением комикса «Сага» в Midtown Comics в Манхэттене

Воан заметил, что роман главных персонажей должен был стать главной темой истории. Автор вдохновлялся сагой о «Звёздных войнах», но и затрагивал темы взрослых книг. Так Вон в шутку назвал свою историю «Звёздными Войнами для извращенцев». Язык венцев, показанный в комиксе – искусственный язык эсперанто.
Анонс комикса состоялся в 2011 года на международном Комик-Коне в Сан-Диего . «Сага» — это первая история, где Вон использует как способ повествования яркое взаимодействие между текстом и изображениями, как это обычно практикуется в детских книгах. Вон объяснил данное решение желанием попробовать что-то новое и оригинальное и, по его мнению, данная концепция хорошо связывается с тем, что рассказчиком истории выступает ребёнок. Это также первая история Вона, которая должна была публиковаться издательством Image Comics. Выбор автора пал на данное издательство после рекомендаций писателя Джея Фаербера, который заметил, что Image Studios не ограничивают писателей в творческой свободе. Вон заметил следующееː

Мне нравятся компании, с которыми я раннее работал, однако я считаю, что Image — это единственный издатель, который по прежнему предложил бы мне контракт на публикацию полностью авторской работы — «Саги». Это действительно очень важная вещь для меня, так что мне нужны были гарантии того, что на мой контент не будут накладывать ограничения и я смогу сохранить 100%-ный контроль и владение авторских прав, даже не связанных с публикацией, включая право никогда не превращать мой комикс в фильм, теле-шоу или что-то еще ... [Image Publisher] Эрик Стивенсон был единственным издателем, который после данного разговора остался в восторге от данной сделки, а также соучредительница Фионе Стейплс и мне не и мне не нужно было подписывать особые документы или соглашаться работать над кучей корпоративных названий, чтобы добиться желаемого.
Оригинальный текст (англ.)I love all the other companies I've worked with, but I think Image might be the only publisher left that can still offer a contract I would consider "fully creator-owned." Saga is a really important story to me, so I wanted a guarantee of no content restrictions or other creative interference, and I needed to maintain 100% control and ownership of all non-publishing rights with the artist, including the right to never have our comic turned into a movie or television show or whatever ... [Image Publisher] Eric Stephenson was the only publisher I spoke with who was thrilled to make that deal, and co-creator Fiona Staples and I didn't have to sign exclusives or agree to work on a bunch of corporate-owned titles to get it
— Брайан Вон в интервью Comics Alliance

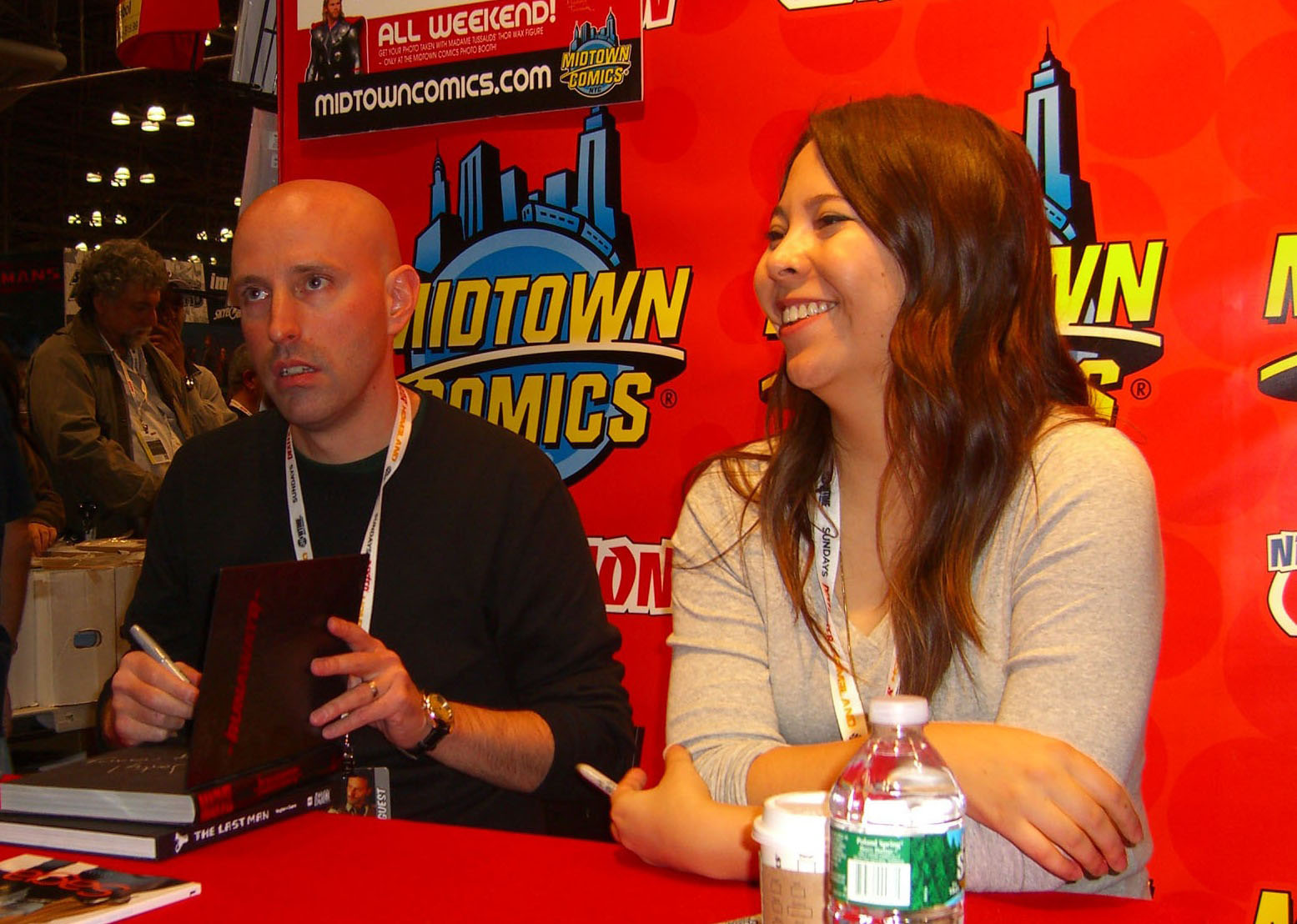
Вон и Стейплс дают автографы фанатам комикса в Midtown Comics во время Комик-Кона в Нью-Йорке, в 2012 году

Хотя Вон раннее писал сценарии к телевизионным картинам и добивался того, чтобы его предыдущие работы получили экранизации в кино, он настаивал на том, чтобы «Сага» оставалась только комиксом и не стала адаптацией в других медиа. Заметив, что «хотел создать что-то, что будет слишком дорогим для телесериала и слишком „порочным“ и взрослым, чтобы быть квартальным блокбастером». Вон с самого начала задумывал окончание истории, также он планировал несколько выпусков наперёд. Вон, в случае провала на старте, планировал закончить историю после первых шести глав, но c трагичным исходом в пятой главе, где герои погибают в неудачной попытке взлететь на ракете. О том, как завершится история в конечном счёте, Вон знал уже к июню 2016 года.

Иллюстрацией комикса занималась художница Фиона Стейплс , которую представил Вону их общий друг Стив Найлз. Фиона работала с Найлзом над комиксом «Mystery Society». Вон, раннее лично не встречался со Стейплс и впервые увидел её на выставке Комик-Кон в Сан-Диего в 2011 году. Там Вон впервые познакомился с её работами и был глубоко восхищён художественным стилем художницы, заметив, что «её работы восхитительны, неповторимые в своём роде. Она уникальна. Когда я взглянул на её изображения, я понял, что это именно то, что сработает». Так, Стейплс решила принять участие в создании комикса «Сага». При выпуске 31 главы комикса, её изображение впервые украсило обложку издания. Стейплс работала над дизайном всех персонажей, транспортных средств, инопланетных рас. Она также писала текст от имени рукописных подписей Хейзел, которыми она завершала свои иллюстрации комикса. 

Одно из двух изображений, из двенадцатой главы, ставших причиной того, что издательство ComiXology решило запретить продажу комикса в iTunes из-за «завуалированного» изображения сексуального контента.

Сначала Стейплз работала над линиями, выполненными пером и чернилами, а затем раскрашивала сцены, вдохновляясь видео-играми и японской анимацией. На выставке Image Expo в 2012 году, Стейплс описывала процесс рисования, как работу над анимационными кадрами, в которых особый акцент делается на фигурах и заднем плане. Стейплз также стремилась изобразить большое расовое и внешнее разнообразие персонажей, заметив, что это делает вселенную «Саги» более реалистичной и придаёт сеттингу свою аутентичность. Художница считала, «что если большинство людей на Земле не являются белыми, то почему в галактике они должны быть такими?». Во вселенной Саги не существует дискриминации по цвету кожи, однако явным маркером расизма и ксенофобии выступают рога и крылья. Вон заметил, что художественный стиль Стейплс сильно повлиял на дальнейшее направление сюжета. Например персонаж Гюс был полностью придуман Стейплс. Другим примером является органические формы вымышленных технологий в «Саге», например космический корабль в форме волшебного дерева, на котором путешествуют главные герои (Стейплс призналась, что ей не приятно рисовать механические объекты). Работая над локациями и планетами, Стейплс вдохновлялась пейзажами из реального мира, воссоздавая их в утрированной форме. Например, некоторые помещения на планете Клив были вдохновлены камбоджийской архитектурой.

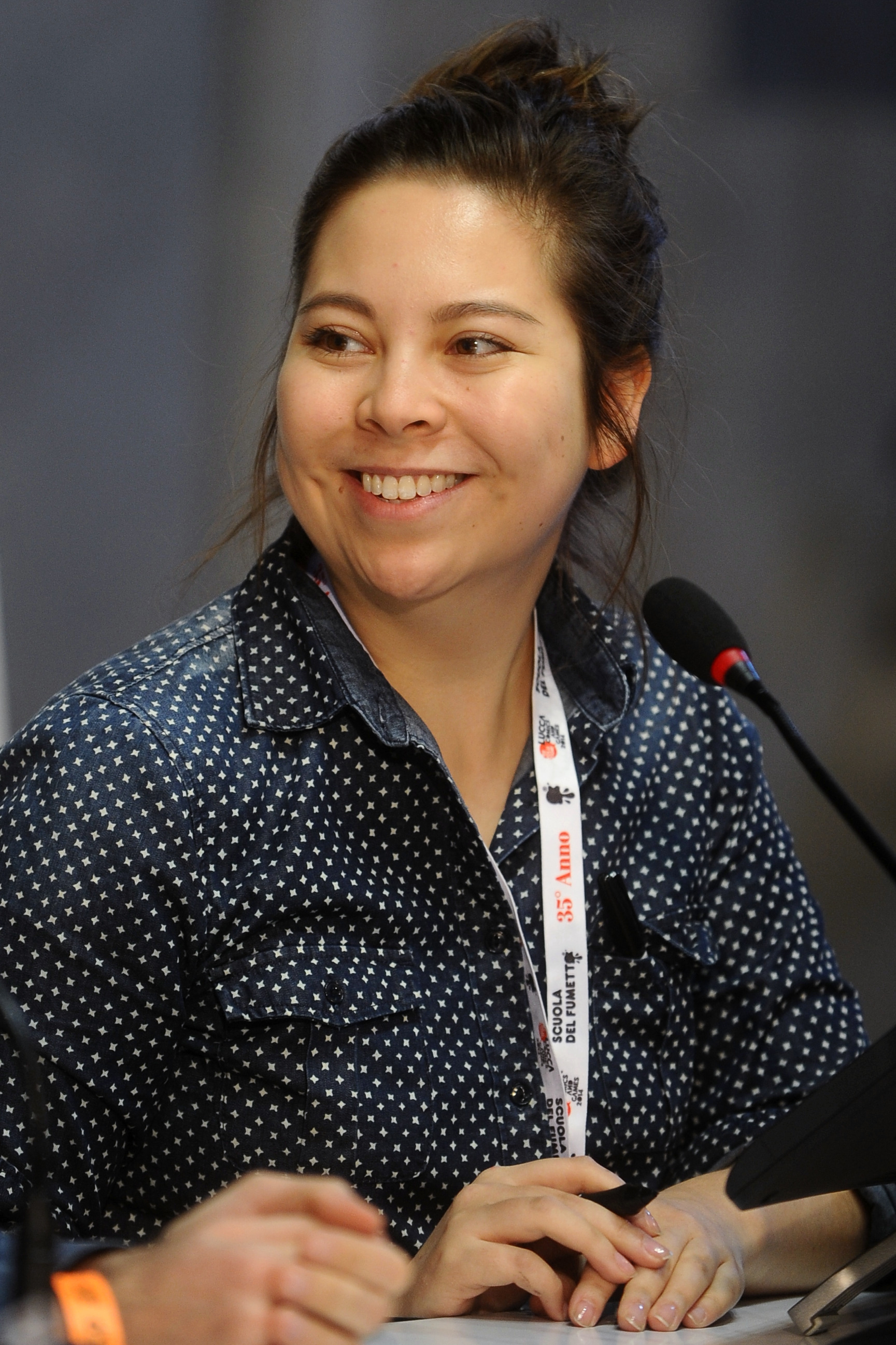
Фиона Стейплс иллюстратор комикса и дизайнер персонажей

Цена каждой главы составляла $2.99 и она должна была оставаться неизменной в рамках контракта Вона с Image. Еще одно условие – что каждая глава будет включать в себя не менее 22-х страниц. Первая глава содержит в себе 44 страницы, без рекламы в печатных и цифровых версиях. В конце каждого выпуска располагался список писем под заголовком «To Be Continued», в котором печатались письма читателей, отправленных исключительно по почте. Вон обычно сам лично обрабатывал данную колонку и отвечал на письма.
Выход комикса был отмечен вечеринкой по случаю запуска в магазине Meltdown Comics в Лос-Анджелесе, в ходе которой состоялся публичный разговор Вона с Деймоном Линделофом, бывшим коллегой Вона, работавшим вместе с ним над сценарием «Остаться в живых» в 2007 году. Вон также продвигал свой комикс, проводя автограф-тур на выставке Midtown Comics в Манхэттене и в магазине Bergen Street Comics в Бруклине в первую неделю после выпуска первой главы.
После выпуска шести глав в августе 2012 года, Вон объявил о двухмесячном перерыве выпуска, после того, как первые главы были опубликованы в виде издания в мягкой обложки в октябре за $9.99. В ноябре выпуск новых глав возобновился. Такую практику хиатусов Вон и Стейплс решили продолжить после публикации каждой сюжетной арки и её выхода в виде издания в мягкой обложке. В этот же месяц, Вон и Стейплс продвигали комикс на выставке Комик-Кон в Нью-Йорке, где впервые автор и иллюстратор дебютировали вместе после выпуска первой главы «Саги». Некоторые розничные продавцы отказались показать книжку, потому что на ее обложке (повторное использование обложки первого номера) была изображена кормящая грудью Алана.
В декабре 2014 года, Image опубликовала издание «Saga Deluxe Edition Volume 1» в твёрдой обложке, которое включало первые 18 глав истории (три сюжетные арки). Так как Вон видит «Сагу», как историю о Хейзел, он и Стейплс решили вместе с каждым изданием в твёрдой обложке демонстрировать изображение Хейзел в её разные этапы взросления. По той причине, что в первом издании присутствуют сцены её рождения и младенчества, на обложке издания было решено изобразить грудное вскармливание Хейзел её матерью крупным планом на фоне планет Ладфолл и Венец, однако Эрик Стивенсон предупредил, что некоторые розничные продавцы и дистрибьюторы будут возражать против этого изображения на обложке, тем самым ограничивая аудиторию комикса. После небольшой переработки изображения, Стивенсон пришёл к выводу, что изображение не окажет негативного влияние на продажи.

## Сюжет
Каждая глава комикса носит название номера главы, например «Глава 1». Каждые шесть глав составляют сюжетную арку, обозначенную как «том», который публиковался в виде издания в мягкой обложке. Каждые три тома обозначаются, как «книга», которая публиковалась в виде издания с твёрдой обложкой.
Сюжет представляет Алану и Марко, двух молодых людей, представителей двух враждующих между собой рас, которые влюбились друг в друга. Алана — «крылатая», представительница высокотехнологичной расы ландфоллианцев и бывший солдат Ландфоллской коалиции, правящей планетой Ландфолл, самой большой заселённой планетой в галактике. Марко — «рогатый» родом с Венца — планеты спутника Ландфолла, чьё население использует магию для сражений. Население Венца и Ландфолла с незапамятных времён враждовало между собой, но так как война между планетой и спутником чревата сдвигом орбит планет, которые обернутся катастрофой для двух миров, сражения двух рас перенеслись на другие населённые планеты, где они продолжали расширять свою власть и влияние, а местное население было вынуждено принимать одну из двух сторон. Главные герои Алана и Марко встретились на планете Клив, которая находится под контролем Ландфоллской коалиции. Алана влюбилась в Марко и дезертировала вместе с ним, потом забеременела и была вынуждена скрываться вместе с Марко и новорожденной дочерью по имени Хейзел от армий «крылатых» и «рогатых».
Добровольный союз Аланы и Марко расценивается, как позорный и непозволительный обеими сторонами. Они стали целью преследования как Ландфолла, так и Венца из-за того, что известия о запретном союзе и рождении полукровки может подорвать боевой дух армий с обеих сторон. Со стороны Ландфолла задание схватить беглецов получил принц Робот IV, со стороны Венца наёмники по имени Воля и Охота. Тем временем Марко и Алана ищут способ покинуть планету Клив и им помогает призрак девушки по имени Изабель, которая являлась представителем местной расы Клива, уничтоженной «крылатыми». Она оказывается привязанной к душе младенца Хейзел. Герои находят магический корабль-дерево и на нем покидают планету. Вскоре их с помощью магии находят родители Марко. Они в шоке от того, на ком женился их сын, но принимают его союз с «крылатой» и их новорожденную дочь.
Второй том повествует о родителях Марко, его детстве и о том, как он впервые познакомился с Аланой. Бывшая невеста Марко, Гвендолин, добровольно присоединяется к наёмнику Воле, чтобы убить Марко и его семью. Вместе они спасают из сексуального рабства шестилетнюю девочку по имени София. Воля также мечтает отомстить Роботу IV, который убил его напарницу Охоту. Тем временем главные герои находят убежище у Освальда Хейста (автора любимого романа Аланы и Марко).
Третий том, выпущенный в августе 2013 года и который Воан описал, как «большой тональный сдвиг» повествует о двух бульварных журналистах — Апшере и Доффе, которые проводят собственное расследование по Алане и Марко. Тем временем главные герои живут у известного писателя Освальда Гейста, однако идиллия длится не долго, так как по следам героев туда прибывает Принц Робот IV. Писатель повреждает его выстрелом, но Принц ранит Клару, а потом на героев нападет Гвендолин, убивая Освальда и впервые встретившись с Аланой. К концу истории Хейзел начала ходить, а журналисты Апшер и Дофф были ограничены в своей свободе расследования после нападения Бренд — наёмницы и сестры Воли.
Четвёртый том повествует о том, как главные герои осели на планете Гардения, где Алана работает в подпольной развлекательной программе под названием Open Circuit, в которой все актёры носят маски. Хейзел начинает говорить. А у принца Робота IV рождается сын. Однако робот-уборщик Денго убивает жену принца Робота IV и похищает его сына в попытке повлиять на политику родного мира, который в стремлении помочь «крылатым» обделяет вниманием собственных подданных. Тем временем Алана и Марко отдаляются друг от друга, Алана, поглощённая работой, увлекается наркотиками, а Марко влюбляется в местную девушку Джинни. Денго отправляется Гардению, чтобы выступить с речью в шоу Open Circuit. Там он узнаёт секрет Марко и Аланы, берёт в заложники всю семью и покидает планету на корабле-дереве. На Гардении остаётся Марко, который объединяется с принцем Роботом IV, чтобы спасти своих детей.
Пятый том начинается со сцены, где корабль-дерево приземляется на замёрзшей безымянной планете. Там Денго встречается с «Последней революцией» – радикальной антивоенной группой, члены которой хотят использовать Хейзел в качестве пешки в своей кампании против Ландфолла и Венца. Марко и Робот IV тоже прилетают на эту планету, по дороге устроив стычку с кораблем Коалиции, после которой принца объявляют изменником и изгоняют из Королевства Роботов. Революционеры предают Денго, он убивает их и выводит Алану с корабля революционеров. Но Клара с Хейзел остаются на корабле, который попадает в плен Коалиции Ландфолла. Клару и Хейзел отправляют в тюрьму для мирного населения. Принц Робот убивает Денго и возвращает своего сына. Тем временем Бренд присоединилась к Гвендолин и Софи, чтобы найти эликсир, который вылечит Волю, но была убита. Воля приходит в себя, но из-за смерти сестры у него начинает ехать крыша.
В шестом томе Алана и Марко разыскивают Хейзел и Клару в тюрьме Ландфолла. Принц Робот живет и воспитывает сына Сквайра на одной из планет, но ненадолго оставляет его, чтобы помочь Марко и Алане. Апшер и Дофф возобновляют своё расследование после того, как услышали о смерти Бренд. Но их ловит Воля, выбивает информацию, как найти принца Робота и все вместе они летят на планету, где остался его сын. Воля больше не наемник, его уволили и он постоянно употребляет наркотики, чтобы разговаривать с призраками Охоты и Бренд. Чуть не убив Сквайра Воля решает все бросить и улететь. Апшер и Дофф сбегают с корабля Воля и остаются вместе со Сквайром ждать возвращения корабля-дерева. Марко спасает Хейзел из тюрьмы, но Клара отказывается уходить и вместо нее из тюрьмы сбегает Петрихор,  транссексуальная женщина. Алана узнает, что беременна второй раз.
Седьмой том «Война за Пханг», выпущенный 31 августа 2016 года разворачивается на населённой комете Пханг. Корабль-дерево приземлился там, чтобы сделать дозаправку. Хейзел находит нового друга. На след Марко и Аланы выходит новый наемник Марш, который убивает Изабель и нападает на Алану. Петрихор узнаёт, что вся планета скоро будет уничтожена вместе с населением из-за военного сговора. Марко убивает наемника Марша и корабль успевает взлететь в последний момент, прежде чем Пханг уничтожают. Алана теряет ребенка.
Восьмой том «Гроб». В нем Алана делает аборт, чтобы избавиться от мертвого ребенка. Волю подстрелила женщина по имени Ианте. Когда-то он убил ее мужчину и она тоже решила мстить. От Воли она узнает про Хейзел и решает найти семью Марко и Аланы, забрать ребенка и выручить за это много денег. Волю она держит на положении раба. Корабль-дерево возвращается на планету, где ждет Сквайр, где с героями знакомятся Апшер и Дофф.
Девятый том. Апшер и Дофф просят у Марко и Аланы разрешение на публикацию их истории в обмен на новую внешность. Это магия их народа амфибий – можно превратить кого угодно в амфибию (и дать таким образом новую личность), но магия очень сложная. Герои отказываются, а вот принц Робот просит новую внешность себе, сыну и Петрихор. За это обещает раскрыть военную тайну. Корабль-дерево прилетает на планету амфибий, герои отдыхают и ждут разрешение на смену внешности для роботов. В это же время на планету прилетает Ианте с рабом Волей. Она убивает Доффа, но он успевает освободить Волю. Ианте нападает на корабль-дерево, отстреливает крыло Аланы, но Апшер ее убивает. А Воля находит принца Робота и убивает его, после чего вступает в схватку с Марко, они падают в корабль Ианте и он взлетает. Воля убивает Марко.

## Персонажи

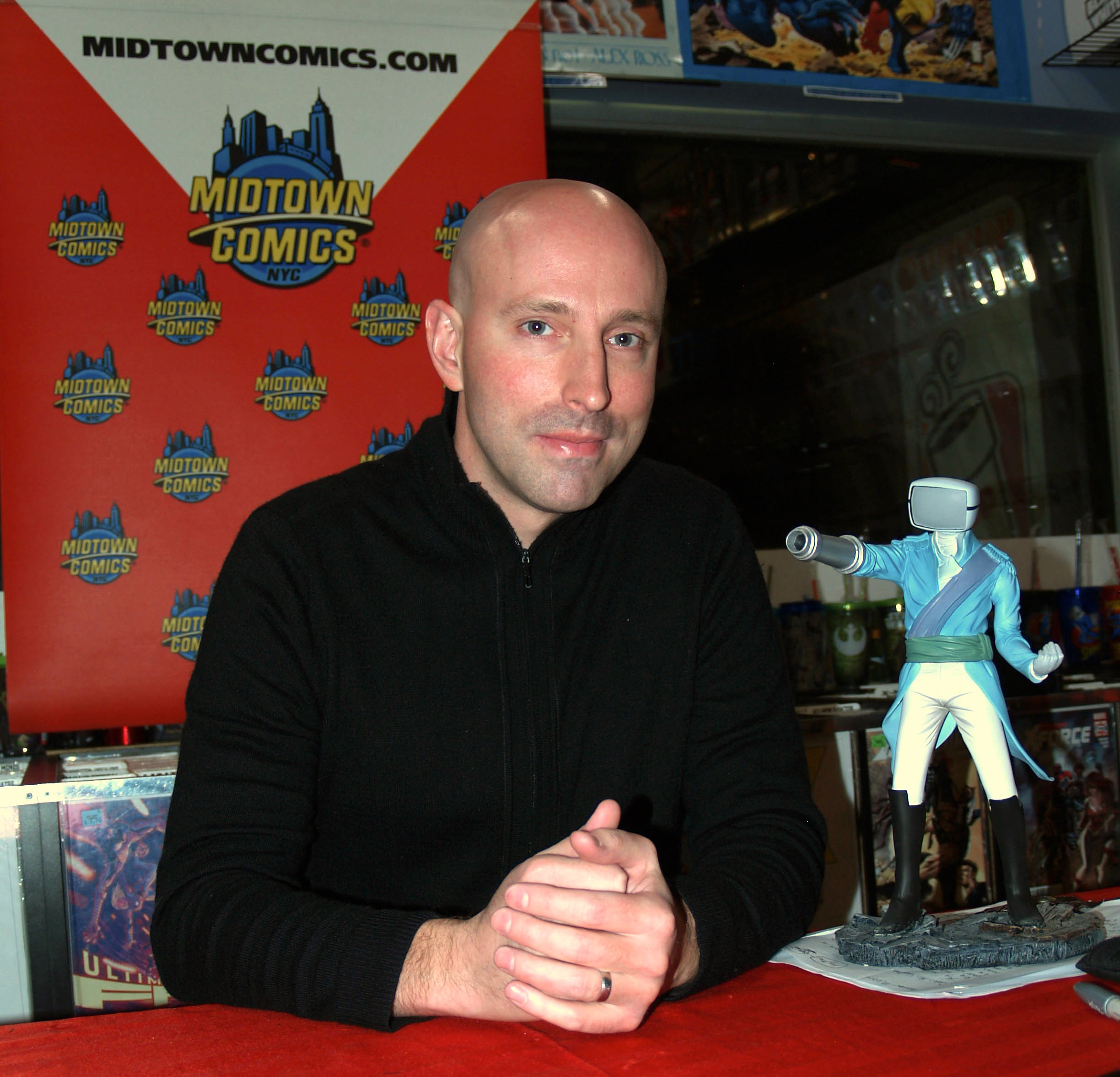
Вон, автор сценария с фигуркой Принца Робота, сделанного фанатом.

Алана (англ. Alana)
Главная героиня истории, жена Марко и мать Хайзел. Она родом из планеты Ландфолл, как и у всех ландфолцев, у неё есть крылья, однако до 18 главы она не умеет летать. Если сопоставлять внешность Аланы с реальными людьми, то она задумывалась, как представительница смешанной расы. Присоединилась к войне против венцев и покинула колледж, так как считала свою жизнь скучной и конфликтовала с родителями (отец повторно женился). Вскоре была выслана из линии фронта, так как была признана «трусом» за то, что не хотела убивать мирных жителей, после чего была переведена на планету Клив, где в качестве тюремного охранника она встретила Марко. Она подружилась с ним, и когда Алана узнала, что Марко переводят в другую тюрьму, из которой задержанные никогда не возвращаются, она решила помочь ему сбежать и в результате сама стала дезертиром. Позже она вышла замуж за Марко и родила дочь Хейзел. Алана повторно беременела, однако её ребёнок умер на последнем сроке. В конце истории лишается одного крыла.
Марко (англ. Marko)
Главный герой истории, муж Аланы и отец Хейзел. Он родом с Венца, чьи представители похожи на людей, только  у них есть рога и они владеют магией. Марко был пехотинцем в войне своего народа против Коалиции Ландфолл. Сопоставляя внешность Марко с реальными людьми, он задумывался, как персонаж с азиатской внешностью, его внешность, в том числе и его родителей срисовывались с японских моделей, при этом художница старалась не подчёркивать стереотипные маркеры азиатов (узкие глаза, плоский нос), поэтому читатели по ошибке могут решить, что Марко обладает европейской внешностью. Он был воспитан с юных лет со знанием о зверствах, которые ландфолцы совершили против его народа. Когда Марко оставил Венец ещё будучи фанатично преданным воином и патриотом своей нации, он быстро изменил свои взгляды после того, как воочию увидел битву и с тех пор стал придерживаться пацифистских взглядов. Это стало причиной охлаждения отношений с его невестой Гвендолин, придерживающейся, наоборот, джингоистских взглядов. Марко сдался коалиционным силам как «отказник от военной службы» за 18 месяцев до начала истории. Он был военнопленным на планете Клив до тех пор, пока его охранница Алана не сбежала с ним. Верховное командование Венца послало наёмника Волю найти Марко, потому что тот «отказался от своей клятвы и предал свой народ», братаясь с вражеским бойцом. Хотя он является пацифистом и даже поклялся после рождения своей дочери никогда не доставать свой клинок из ножен, он был вынужден несколько раз применять свою силу, когда его семье угрожала смерть. Был убит в конце истории.
Хейзел (англ. Hazel)
Дочь главных героев, выступает также рассказчиком истории. Она полукровка — имеет одновременно рога, как у отца и крылья, как у матери. Большую часть своего детства она проводит в древесном корабле, также вместе со своей бабушкой Кларой. К концу третьей сюжетной арки она делает первые шаги, а к началу четвёртой арки начинает говорить. Она празднует свой четвертый день рождения в шестой арке, однако следующие несколько лет, она и бабушка Клара содержались в тюрьме ландфолцев, где Хейзел скрывала свои крылья и выдавала себя за венца.
Изабель (англ. Izabel)
Призрак девочки-подростка с планеты Клив, которая была убита миной (из за чего у нее нет нижней части туловища). Она умерла подростком, но сколько лет ей на самом деле – неизвестно. Возможно она старше всех, даже Клары. Родом из семьи борцов сопротивления, которые строили туннели, чтобы убежать от «крылатых», вторгшихся в Клив. Она заключает сделку с Аланой, чтобы спасти жизнь Марко в обмен на то, чтобы её забрали с собой, для чего она связывает свою душу с Хейзел. Позже она выступает для девочки в качестве няни. Изабель может создавать разные фантомы, так она играет с Хейзел и пугает чужаков. Однако её способность не действует на роботов. В 7 томе ее убивает наемник Марш.
Клара (англ. Klara)
Мать Марко, которая впервые прибыла с помощью магии со своим мужем в древесный корабль. Ветеран боевых действий с крылатыми, она, несмотря на возраст, может постоять за себя и свою семью (что не раз делает в сюжете). Сначала не принимала отношения Аланы и Марко, так как ненавидит крылатых, хотя быстро признала и полюбила их дочь Хейзел. Путешествовала с Марко и Аланой, но после уничтожения революционеров из «Последней революции» оказалась вместе с Хейзел в тюрьме для мирного населения на Ландфолле. Она отказалась покидать тюрьму, когда Марко пришел ее спасать и вместо нее спаслась Петрихор. Вон, автор истории, заметил, что ему было легче всего прописывать данного персонажа.
Петрихор (англ. Petrichor)
Появляется впервые в вандфоллской тюрьме, куда попали Клара с Хейзел. Когда Марко пробирается в тюрьму, чтобы спасти Клару и Хейзел, она сбегает вместе с ним и присоединяется к главным героям. Петрихор представительница расы венцев и транссексуальная женщина, скрывающая свой биологический мужской пол. Клара не любит её, зная её «тайну». Влюбилась в Принца Робота и выступает нянькой Хейзел.
Принц Робот IV (англ. Prince Robot IV)
Член королевской семьи Королевства Роботов, назначенный Ландфоллом в качестве основного преследователя Аланы и Марко в начале истории, когда его жена была беременна своим первым ребёнком. Абсурдный визуальный дизайн персонажа вступает в яркий контраст с его личностными качествами. Как и другие представители его расы, он гуманоид с небольшим телевизором вместо головы. Как объяснил Вон, создатель истории, Робот IV был создан в результате увлечения Вона старыми телевизорами, когда тот начал писать сценарии для телевидения. У принца голубая кровь и способность превращать свою правую руку в пушку. В начале серии принцу Роботу IV дали задание найти главных героев. Он жесток и вспыльчив, готов на месте убить даже случайного персонажа. Его попытки добраться до героев привели к повреждению в третьей сюжетной арке. Он временно объединился с Марко, чтобы спасти похищенного сына. Королевство Роботов признало его изменником и изгнало, поэтому он в одиночку воспитывал сына. Позже он вместе с сыном присоединяется к главным героям. Был обезглавлен в девятой сюжетной арке Волей.
Воля (англ. The Will)
Один из охотников за головами, нанятый верховным командованием Венца, чтобы убить Марко, Алану и вернуть Хейзел живой. Волю сопровождает кошка, способная определять ложь. На планете плотских утех — Секстилионе, Воля освобождает из сексуального рабства шестилетнюю девочку, убив её сутенёра и называет её Софией. Воля когда-то любил другого охотника за головами – похожую на паука женщину по имени Охота. Но ее убил принц Робот IV во время поисков Марко. За это Воля поклялся убить принца. Он объединяется с Гвендолин, которая хочет убить главных героев, рассчитывая, что найдя Марко с Аланой найдет и принца Робота. В третьем томе его смертельно ранит Софи (под действием наркотиков) и он впадает в кому. Гвендолин, Софи и Бренд (сестра Воли) находят лекарство для него, но при этом Бренд погибает. Придя в себя после комы Воля увлекается наркотиками из-за которых видит и беседует с умершими Охотой и Бренд. Из-за этого теряет работу наемника и снова отправляется мстить принцу Роботу IV.
Лживая кошка (англ. Lying Cat)
Крупная кошка-сфинкс, способная определять ложь . Её сила ограничена состоянием ума говорящего: она может обнаружить преднамеренный обман, но не может обнаружить ложь, если говорящие считают, что данное утверждение истинно. По словам Изабель, «лживые кошки» всегда играют по правилам, что указывает на то, что они также должны признавать этические и фактические истины. Когда Гвендолин случайно убивает человека, Изабель говорит, что они не имели права казнить этого человека в его же доме, что Лживая кошка не смогла отрицать. Сначала была компаньоном Воли, потом компаньоном Гвендолин и Софи.
Софи (англ. Sophie)
Бывшая секс-рабыня. На момент появления в сюжете ей шесть с половиной лет. Её вызволяет из рабства Воля. Позже обнаруживает в себе способности к «психометрии», позволяющей ей выслеживать Марко и Алану. Вон, автор комиксов заметил, что создал Софи, чтобы проиллюстрировать ужасающие последствия войны и как критику сексуализированного изображения принцессы Леи в роли рабыни Джаббы Хатта в фильме «Звёздные войны. Эпизод VI: Возвращение джедая», объяснив, что: «В мире полно рабынь, менее сексуальных и они не похожи на принцессу Лею в бикини».
Гвендолин (англ. Gwendolyn)
Бывшая невеста Марко, которая присоединяется к Воле, чтобы преследовать главных героев. Она придерживается шовинистских взглядов и намерена убить главных героев из чувства предательства со стороны Марко. Обручальные кольца Марко и Аланы предназначались для Марко и Гвендолин. Кольца работают как устройства для перевода и изначально принадлежали бабушке и дедушке Гвендолин (кольца были зачарованы заклинанием переводчика, потому что они говорили на двух разных диалектах Венца). Она демонстрирует своё равнодушие к Воле, хотя привязалась к нему искала лекарство, чтобы вывести его из комы.
Освальд Гейст (англ. D. Oswald Heist)
Циклоп. Известный на всю галактику писатель и автор дюжины новелл. Пацифист, он через свои книги критикует войну, в том числе написал роман «A Nighttime Smoke» о любви женщины и монстра. Именно эта книга вдохновила Алану и по сути подтолкнула её влюбиться в Марко. Живёт на планете Кветус. Какое то время Алана и Марко вместе с новорожденной дочерью скрывались в доме у Освальда, который был восхищён союзом их союзом. Убит Гвендолин.
Апшер и Дофф (англ. Upsher and Doff)
Независимые журналисты с планеты Джетсам, которые расследовали дело Аланы и Марко, пытаясь подцепить новую информацию и улики. Апшер и Дофф любят друг друга, однако не афишируют на людях свои отношения, из-за глубоко гомофобного общества, из которого они пришли. Сами они принадлежат к расе людей-амфибий. На них нападает Бренд, которая отравляет журналистов особым веществом, которое убьёт Апшера и Доффа при попытке заговорить с кем-либо об Алане и Марко. После смерти Бренд, действие яда прекратилось и журналисты продолжили своё расследование.

## Приём

### Продажи и переиздания

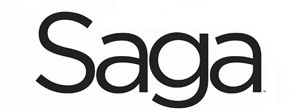
Логотип комикса на английском

Первый номер в день своего выхода 14 марта был сразу же распродан. Вторая печать, заказанная 11 апреля, также была сразу же распродана, третья печать появилась на прилавках магазинов 25 апреля. Комикс был перепечатан пять раз. К августу уже было продано 70,000 копий глав. По состоянию на 2016 год, продажа «Саги» превзошла продажи культового комикса «Ходящие Мертвецы», который однако более известен широкой публике благодаря телевизионной адаптации.
Первое издание в мягкой обложке под названием Saga, Vol. 1, включавшая в себя шесть первых глав была выпущена 10 октября 2012 года и заняла шестое место в списке бестселлеров графических романов по версии New York Times по состоянию на 29 октября. К августу 2013 года было распродано 120,000 копий тома.
Несмотря на то, что глава #7 была распродана, Джиннифер деГузман, директор по маркетингу, объявила ретейлерам в декабре 2012 года, что не будет заниматься переизданием комиксов. ДеГузман объяснила своё решением тем, в последнее время наметилось уменьшение заказов на такие успешные тайтлы, как «Сага», несмотря на признание критиками и последовательную распродажу на уровне дистрибьютора. Она заметила, что количество заказов на восьмую главу уменьшилось на 4% в сравнении с заказами седьмой главы. Вместо того, чтобы вкладывать средства во вторую печать, компания решила сосредоточить внимание на том, чтобы обеспечить всех читателей копиями первой печати. Это решение вызвало недовольство некоторых ретейлеров, что побудило издателя Image Эрика Стивенсона объявить на следующий день, что публикация второго выпуска номера № 7 будет сопровождаться большой скидкой, но предупредил, что издатель не сможет перепечатывать каждый выпуск серии.
Второе издание в мягкой обложке, выпущенное в августе 2013 года, также немедленно попало в список графических бестселлеров по версии New York Times.

### Критика
Серии были тепло приняты критиками и быстро признаны одними из лучших комиксов, выпущенных в США (по состоянию на октябрь 2018 года). Средняя оценка «Саги» составила 9 баллов из 10. По данным сайта-агрегатора Comic Book Roundup. Данная оценка основана как и на обзоре глав, так и коллекционных томов.
Первый выпуск получил широкое признание со стороны таких журналов и издательств, как Publishers Weekly, MTV, Ain't it Cool News, Complex, Comic Book Resources, iFanboy и ComicsAlliance. Они все похвалили способность Вона, автора сценария комикса совмещать элементы разных жанров, работать над обширным сеттингом и мифологией, а также создавать привлекательных персонажей, которым читатель сможет сочувствовать. Ряд обозревателей сравнили историю «Саги» с комбинацией научно-фантастических и фэнтезийных произведений, таких, как «Звёздные Войны», «Властелин колец» и даже таких классических произведений, как например «Ромео и Джульетта», «Гамлет» и даже «Новый Завет». Представитель AICN оценил ведение хроники крупномасштабных событий с точки зрения новорожденной Хейзел, которая рассказывает их, как давние события прошлого. Алекс Залбен из MTV Geek заметил, что читая комикс, он сумел услышать такт Джона Уилльямса. Множество рецензентов также похвалили Вона за то, что тот начал историю с рождения Хейзел, не растягивая вступление истории обильными описаниями того, как Алана и Марко встретились и начали ухаживать друг за другом. Тодд Аллен из The Beat одобрил необычный дух книги, выделив мотивы персонажей, погружение в сюрреалистическую обстановку, необычность сюжетных поворотов и современный характер политического тона истории. Алекс Эванс из Weekly Comic Book Review и Хейс из Geeks of Doom назвали серию новой классикой. Хейс также похвалил издание Image Comics за то, что оно позволило опубликовать настолько оригинальную историю. Редакция SyFy Wire заметила, что сюжет «Саги» избавляется от изжитого клише «бессмертных героев», демонстрируя внезапную и зачастую жестокую смерть как ненавистных, так и полюбившихся читателям персонажей.

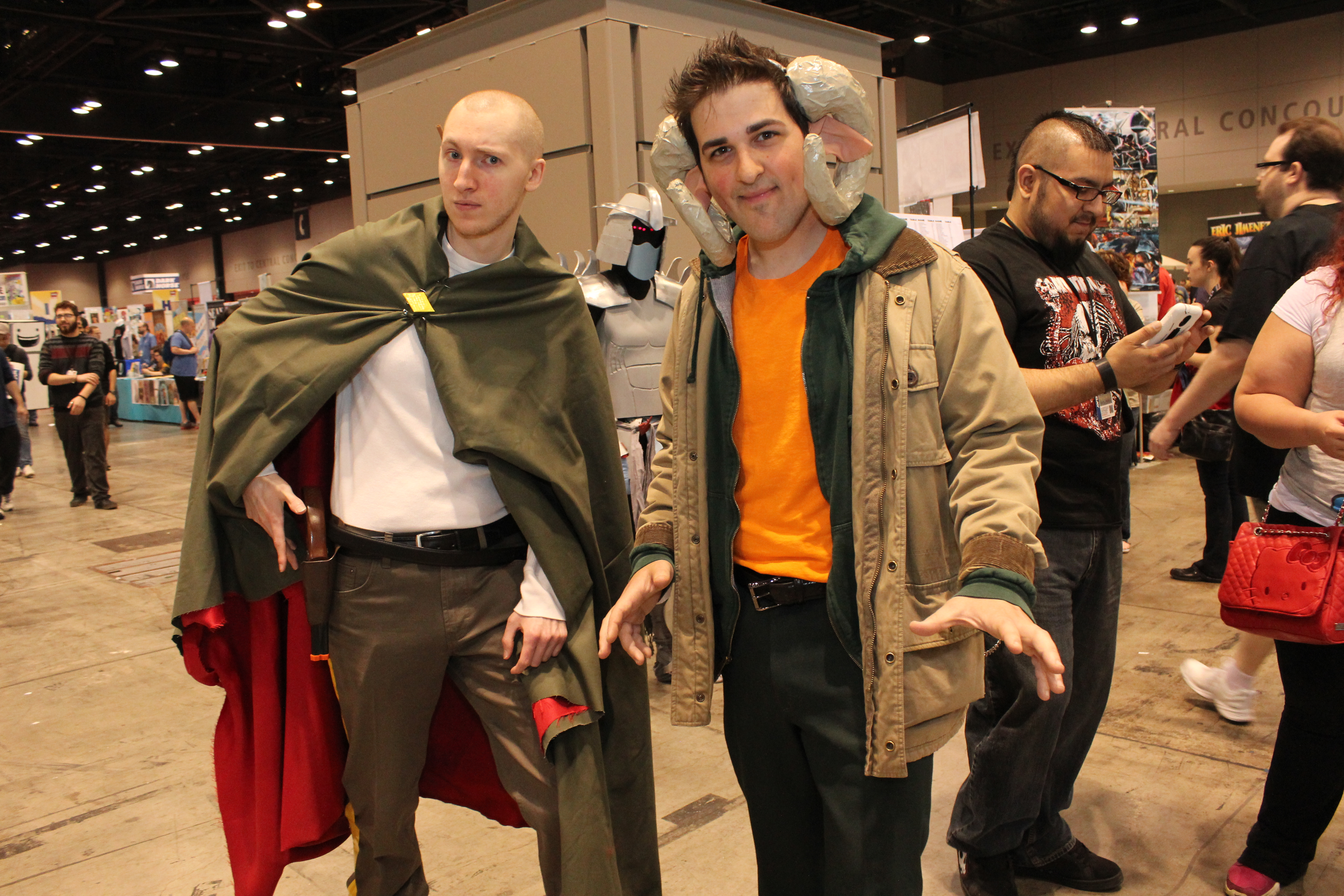
Косплей Воли и Марко

Критики также хвалили художественную работу Фионы Стейлс, охарактеризовав, её как великолепную. При этом Залбен уже за раннее предсказал, что «читатели буквально влюбятся в её работы по уши». Грег МакЭлхаттон Comic Book Resources сравнил работы Стейлс с творчеством Лейнил Фрэнсис Ю, особенно её использование тонких линий для подчёркивая внешности персонажей, изображение крупных, резких фигур, соединение чуждых и одновременно всем знакомых образов для создании богатой и визуально сплочённой вселенной. Критик AICN отметил, что Стейплс идеально изображает грандиозные комические панорамы, разные жанровые атрибуты, эмоциональное выражение лиц, что всё идеально подходит для чутких диалогов, созданных Воаном. Тодд Аллен из The Beat написал, что пейзажи Стейлс иногда играют такую важную роль в истории, что и события на переднем плане.
Историю похвалили за изображение этнического, сексуального разнообразия персонажей, гендерных социальных ролей и изображение войны. Критик сайта The Manial Geek заметил, что в индустрии современного кино, телесериалов и комиксов, которая по прежнему целится на демографию белой, мужской и гетеросексуальной аудитории, «Сага» является примером широкой репрезентации женщин, небелых людей и из числа ЛГБТК (например гомосексуалов, бисексуалов и транссексуалов), которых Голливуд до недавнего времени предпочитал игнорировать, при этом всё это гармонично вписывается во вселенную «Саги». Критик сайта The Atlantic назвал репрезентацию в «Саге» революционной, которая делает вызов укоренившемуся в жанре научной фантастики образу главных героев, как эталону белой мужественности с редкими отклонениями. Критик заметил что если практически во всех современных медиа темнокожие женщины — это экзотические второстепенные персонажи без проработанного характера, то Алана выступает главной героиней, многогранным персонажем со своей предысторией, помимо этого другой главный герой Марко, ломает укоренившийся стереотип мужского персонажа-азиата в западной литературе и кино, как человека, со слабо выраженными привлекательными и иногда мужественными чертами.
Последующие издания, последовавшие за вступительной аркой, состоящей из шести глав получили аналогичную положительную оценку критиков с тремя печатными изданиями, заказанными для выпуска № 2 и вторыми печатными изданиями, заказанными для выпусков № 3 — 6. Данная история была включена в список IGN 2012 года в категории «Комиксы, которым мы благодарны за этот год» и заняла первое место в издании CBR, как лучший комикс 2012 года. В августе 2013 года, Дуглас Уолк, критик Time magazine назвав «Сагу» прорывным хитом, «озорным, вульгарным и блистательным». Джозеф МакКейб, представитель издания The Nerdist включил книгу Saga Deluxe Edition Volume 1 в твердом переплете в топ-5 коллекций юмористических материалов 2014 года. В том же году Лаура Снеддон, член ассоциации британской научной фантастики в журнале Vector, включила «Сагу» в свой список шести новаторских научно-фантастических комиксов. Редакция Vulture причислила «Сагу» в список 100 комиксов, оказавших наибольшее культурное влияние в истории США.

### Награды
В 2013 году «Сага» получила три премии Айснера в номинациях «Лучшая серия продолжения», «Лучшая новая серия» и «Лучший писатель». В том же году первое издания в мягкой обложке было удостоено премии Хьюго в 2013 году за «лучшею графическую историю». Комикс был номинирован на семь премий Харви в 2013 году и выиграл шесть из них в категории «Лучший писатель», «Лучший художник», «Лучший цветовая гамма», «Лучший новые серии», «Лучший продолжительные серии» и «Лучший одиночный выпуск или сюжет».
В 2014 году комикс выиграл три премии Айснера, на которые он был номинирован; «Лучший художник/Дизайнер Мультимедиа», «Лучший писатель» и «Лучший продолжающийся сериал».
В 2015 году комикс был снова номинирован на премии Айснера, которая она получила в прошлом году и получила две из них — «Лучшее продолжение» и «лучший сценарий». Также четвёртый том был удостоен награды Goodreads Choice в категории графический роман 2015 года.
| Год  | Награда                   | Категория                                    | Номинация          | Результат | Сслк.   |
| ---- | ------------------------- | -------------------------------------------- | ------------------ | --------- | ------- |
| 2013 | Премия Айснера            | Best Continuing Series                       | Сага               | Победа    | [ 82 ]  |
| 2013 | Премия Айснера            | Лучшая новая серия                           | Сага               | Победа    | [ 82 ]  |
| 2013 | Премия Айснера            | Лучший писатель                              | Брайан Келлер Вон  | Победа    | [ 82 ]  |
| 2013 | Премия Харви              | Лучший писатель                              | Брайан Келлер Вон  | Победа    | [ 84 ]  |
| 2013 | Премия Харви              | Лучший художник                              | Фиона Стейплс      | Победа    | [ 84 ]  |
| 2013 | Премия Харви              | Лучший художник цветных изображений          | Фиона Стейплс      | Победа    | [ 84 ]  |
| 2013 | Премия Харви              | Лучшие новые серии                           | Сага               | Победа    | [ 84 ]  |
| 2013 | Премия Харви              | Лучшая продолжающаяся или ограниченная серия | Сага               | Победа    | [ 84 ]  |
| 2013 | Премия Харви              | Лучшая глава или история                     | Сага #1            | Победа    | [ 84 ]  |
| 2013 | Премия Харви              | Лучший артист обложки                        | Фиона Стейплс      | Номинация | [ 84 ]  |
| 2013 | Премия Хьюго              | Лучшая графическая история                   | Сага, первый том   | Победа    | [ 89 ]  |
| 2013 | Британская премия фэнтези | Лучший комикс/графическая новелла            | Сага               | Победа    | [ 90 ]  |
| 2013 | Премия Джо Шустера        | Артист обложки                               | Фиона Стейплс      | Номинация | [ 91 ]  |
| 2013 | Премия Джо Шустера        | Художник                                     | Сага #1-8          | Номинация | [ 91 ]  |
| 2014 | Премия Айснера            | Best Continuing Series                       | Сага               | Победа    | [ 85 ]  |
| 2014 | Премия Айснера            | Лучший писатель                              | Брайан Келлер Вон  | Победа    | [ 85 ]  |
| 2014 | Премия Айснера            | Лучший художник/художник мультимедиа         | Фиона Стейплс      | Победа    | [ 85 ]  |
| 2014 | Премия Айснера            | Лучший художник обложки                      | Фиона Стейплс      | Номинация | [ 85 ]  |
| 2014 | Премия Харви              | Лучшая продолжающаяся серия                  | Сага               | Победа    | [ 92 ]  |
| 2014 | Премия Харви              | Лучший писатель                              | Брайан Келлер Вон  | Победа    | [ 92 ]  |
| 2014 | Премия Харви              | Лучший художник                              | Фиона Стейплс      | Победа    | [ 92 ]  |
| 2014 | Премия Харви              | Лучший художник обложки                      | Фиона Стейплс      | Победа    | [ 92 ]  |
| 2014 | Премия Хьюго              | Лучшая графическая история                   | Сага, второй том   | Номинация | [ 93 ]  |
| 2014 | Премия Джо Шустера        | Художник                                     | Фиона Стейплс      | Победа    | [ 94 ]  |
| 2014 | Inkwell Awards            | Награда всё-в-одном                          | Фиона Стейплс      | Номинация | [ 95 ]  |
| 2015 | Премия Айснера            | Лучшая продолжающаяся серия                  | Сага               | Победа    | [ 96 ]  |
| 2015 | Премия Айснера            | Лучший писатель                              | Брайан Келлер Воан | Номинация | [ 96 ]  |
| 2015 | Премия Айснера            | Лучший художник/дизайнер мультимедиа         | Фиона Стейплс      | Победа    | [ 96 ]  |
| 2015 | Премия Харви              | Лучшая продолжающаяся серия                  | Сага               | Победа    | [ 97 ]  |
| 2015 | Премия Харви              | Лучший писатель                              | Брайан Келлер Вон  | Номинация | [ 97 ]  |
| 2015 | Премия Харви              | Лучший художник                              | Фиона Стейплс      | Победа    | [ 97 ]  |
| 2015 | Премия Харви              | Лучший художник обложки                      | Фиона Стейплс      | Победа    | [ 97 ]  |
| 2015 | Премия Хьюго              | Лучшая графическая история                   | Сага, третий том   | Номинация | [ 98 ]  |
| 2015 | Inkwell Awards            | Награда всё-в-одном                          | Фиона Стейплс      | Победа    | [ 99 ]  |
| 2016 | Премия Харви              | Лучшая продолжающаяся или ограниченная серия | Сага               | Победа    | [ 100 ] |
| 2016 | Премия Харви              | Лучший писатель                              | Брайан Келлер Вон  | Победа    | [ 100 ] |
| 2016 | Премия Харви              | Лучший художник                              | Фиона Стейплс      | Победа    | [ 100 ] |
| 2016 | Премия Харви              | Лучший художник обложки                      | Фиона Стейплс      | Победа    | [ 100 ] |
| 2016 | Inkwell Awards            | Награда всё-в-одном                          | Фиона Стейплс      | Номинация | [ 101 ] |
| 2017 | Премия Айснера            | Лучшая продолжающаяся серия                  | Сага               | Победа    | [ 102 ] |
| 2017 | Премия Айснера            | Лучший писатель                              | Брайан Келлер Вон  | Победа    | [ 102 ] |
| 2017 | Премия Айснера            | Лучший художник карандашом/чернилами         | Фиона Стейплс      | Победа    | [ 102 ] |
| 2017 | Премия Айснера            | Лучший художник обложки                      | Фиона Стейплс      | Победа    | [ 102 ] |
| 2017 | Премия Хьюго              | Лучшая графическая история                   | Сага, шестой том   | Номинация | [ 103 ] |
| 2017 | Ringo Award               | Лучший художник                              | Фиона Стейплс      | Победа    | [ 104 ] |
| 2018 | Премия Хьюго              | Лучшая графическая история                   | Сага, седьмой том  | Ожидается | [ 105 ] |

### Цензура
В апреле 2013 года СМИ сообщили о том, что компания Apple Inc. запретила продажу 12-го выпуска «Саги» через iTunes, потому что там присутствовали изображения с оральным сексом между мужчинами, что нарушало, наложенные ограничения Apple в отношении сексуального контента. Это привело к критике со стороны художников и писателей, которые указывали на аналогичное явное содержание эротических сцен в предыдущих выпусках и других работах, проданных через iTunes. Запрет продажи комикса привёл к скандалу с обвинениями в гомофобии в адрес компании Apple, в том числе и со стороны автора комикса Брайана Вона. Также известный писатель-фантаст Уильям Гибсон и другие писатели предположили, что ограничение могло произойти именно потому, что на рассматриваемых рисунках был изображен гей-секс. Через день, цифровой дистрибьютор Comixology объявил, что именно он, а не Apple, решил ограничить выпуск серий через iTunes, основываясь на их интерпретации правил Apple, и что после разъяснений от Apple, было решено отменить запрет выпуска серий через iOS. Брайан Вон также вскоре принёс свои извинения компании Apple за свои обвинения, которые с его слов были справедливы только в адрес издательства Comixology.
В 2014 году серия была включена в список десяти наиболее спорных книг Американской библиотечной ассоциации за споры вокруг наготы, оскорбительных выражений, а также за то, что комикс был признан «антисемейным, ... откровенно сексуальным и неподходящим для возрастной группы».

### Мерчандайзинг
В 2015 году Skybound Entertainment начала принимать предварительные заказы на 8-дюймовую статую из полимерной смолы «Лживой кошки» с ручной росписью, которая продавалась по цене 75 долларов.
В феврале 2016 года Essential Sequential начала принимать заказы на 19-дюймовую плюшевую куклу «Лживой кошки» высотой в 19 дюймов с надписью «Lying» и ее поставка была запланирована на май того же года. Позже, в этом же году компания Skybound объявила о том, что в следующем месяце на выставке Комик-кон в Сан-Диего будут представлены экшен-фигурки двух главных героев — Аланы и Марко, созданных компанией McFarlane Toys. 5-ти дюймовые фигурки были представлены для покупки вместе, отдельно, а также с жезлом и мечом. Компания также объединилась с Yesterdays, южно-калифорнийской компанией, производящей коллекционные эмальные значки, чтобы создать свою первую историю коллекцию значков, куда также входили два значка с изображением «Лживой кошки» и Гюса, представленные затем на Комик-Коне. Значок Гюса продавался за $10.00, а кошки — за $15.00. Тираж обоих значков составил по 1000 единиц.
В октябре 2017 года, компания Image Comics объявила о выпуске виниловых фигурок «Лживой кошки», Аланы, Марко, Изабель, Принца Робота IV и Воли, созданием которых занимались компании Funko и Skybound Entertainment. Выпуск игрушек состоялся в феврале 2018 года.

## В других медиа
Несмотря на то, что к комиксу «Сага» был проявлен интерес к адаптации для кино или телевидения, Вон и Стейплс пожелали, чтобы их картину никто не экранизировал. Так, в одном из интервью, в августе 2013 года, Вон заявил, что суть «Саги» и её понимании заключается в абсолютной авторской свободе изложения, что не возможно в кино или телешоу. «Я действительно счастлив, что это просто комикс». Тем не менее Вон заявил, что открыт для возможностей и разных предложений, хотя для него это не является приоритетом. Наибольший интерес средств массовой информации привлекла линия футболок с изображением «Лживой кошки». В серии «Pac-Man Fever» 8 сезона американского теле-шоу «Сверхъестественное», персонаж по имени Чарли Брэдбери (в исполнении Фелиции Дэй) носит футболку с изображением «Лживой кошки». Актриса Дэй назвала «Сагу» лучшим комиксом всех времён и указала на то, что рубашку выбрал сам сценарист Робби Томпсон.
Вызвавшая множество споров со стороны консерваторов обложка первого номера с грудным вскармливанием обсуждалась в серии «The Meemaw Materialization» 9 сезона американского сериала «Теория большого взрыва». В этой серии Клэр (Алессандра Торресани) читает первое издание комикса в мягкой обложке, а Радж Кутраппали (Кунал Найяр) отмечает, что «не во многих комиксах есть женщина с крыльями, кормящая ребенка грудью прямо на обложке». Хотя «Теория большого взрыва» часто подвергалась критике за то, как она изображает поклонников комиксов, журнал Comic Book Resources, основываясь на реакции в твиттере заметил, что поклонники читателей «Саги» в основном положительно отреагировали на данную сцену.

## Коллекционные издания
| Издания в мягкой обложке | Издания в мягкой обложке | Издания в мягкой обложке | Издания в мягкой обложке |
| Название                 | Входящие главы           | Дата выхода              | ISBN                     |
| ------------------------ | ------------------------ | ------------------------ | ------------------------ |
| Сага – Том первый        | Сага #1–6                | 10 октября 2012 года     | ISBN 978-1607066019      |
| Сага – Том второй        | Сага #7–12               | 2 июля 2013 года         | ISBN 978-1607066927      |
| Сага – Том третий        | Сага #13–18              | 25 марта 2014 года       | ISBN 978-1607069317      |
| Сага – Том четвёртый     | Сага #19–24              | 17 декабря 2014 года     | ISBN 978-1632150776      |
| Сага – Том пятый         | Сага #25–30              | 30 сентября 2015 года    | ISBN 978-1632154385      |
| Сага – Том шестой        | Сага #31–36              | 29 июня 2016 года        | ISBN 978-1632157119      |
| Сага – Том седьмой       | Сага #37–42              | 29 марта 2017 года       | ISBN 978-1534300606      |
| Сага – Том восьмой       | Сага #43–48              | 2 января 2018 года       | ISBN 978-1534303492      |
| Сага – Том девятый       | Сага #49–54              | 19 сентября 2018 года    | ISBN 978-1534308374      |

| Издания в твёрдой обложке | Издания в твёрдой обложке | Издания в твёрдой обложке                                               | Издания в твёрдой обложке | Издания в твёрдой обложке |
| Название                  | Входящие главы            | Дополнительный материал                                                 | Дата выхода               | ISBN                      |
| ------------------------- | ------------------------- | ----------------------------------------------------------------------- | ------------------------- | ------------------------- |
| Сага – Книга первая       | Сага #1–18                | - Процесс создания (40 страниц) - Скетчи (6 страниц)                    | 19 ноября 2014 года       | ISBN 978-1632150783       |
| Сага – Книга вторая       | Сага #19–36               | - Коллекция рисунков «Саги», созданная другими художниками (27 страниц) | 19 апреля 2017 года       | ISBN 978-1632159038       |
| Сага – Книга третья       | Сага #37–54               |                                                                         | 4 июня 2019 года          | ISBN 978-1534312210       |